# Поломская культура
Поло́мская культу́ра — археологическая культура V—IX веков, включающая памятники раннего Средневековья в верхнем и среднем течении реки Чепцы. Названа по двум могильникам у села Полом Кезского района Удмуртии, раскопанным в 1906—1908 годах П. Г. Тарасовым и В. Д. Емельяновым.
Сложение культуры связывают с участием нескольких этнокультурных групп, которые выделяются в погребальных и поселенческих материалах V—VII веков. Наиболее близки они к одновременной ломоватовской культуре Верхнего Прикамья. Источником обеих культур считается население Средней Камы, попавшее на Чепцу по её западным притокам — Сиве и Очёру. К концу VI века в поломских памятниках прослеживается также западное влияние азелинской культуры, которая простирается в это время до низовий Чепцы.
Ядром поломской культуры является правобережье верхнего течения Чепцы. Первые поломские памятники появляются в верховьях Чепцы в конце V века и концентрируются в две группы — в районе деревни Варни́ и села Полом. В VII веке начинается проникновение поломцев вниз по Чепце до района Глазова.
На основе поломской культуры сложилась чепецкая культура. А. Г. Иванов объединяет средневековые чепецкие памятники в поломско-чепецкую археологическую культуру V—XIII веков.
Культура отличается крупными грунтовыми могильниками с массовыми трупоположениями. Под южным влиянием после Великого переселения народов на некоторое время появляются курганные захоронения. Городища мысовые.
Развивается кузнечное ремесло (обнаружены ямные домницы для варки железа, шлаки, тигли для плавки бронзы) и пашенное земледелие. Население вело комплексное хозяйство, сочетавшее скотоводство, земледелие, охоту, рыболовство и бортничество. На Варнинском могильнике обнаружены погребения воинов с наборами оружия.

## Антропология и генетика
Население поломской, ломоватовской и чепецкой культур объединяет антропологический тип с неярко выраженными европеоидными признаками, который часто характеризуют как субуральский: мезодолихокранная форма головы, относительно узкое и низкое лицо с ослабленным выступанием носовых костей.
Антропологический материал Поломского I могильника сближается с памятниками родановской культуры и коми-зырянами, отличаясь от удмуртов более выраженной европеоидностью.
У мужчины из погребения 93 Тольёнского могильника (1440 ± 69 л. н., Тольён, Удмуртия) определены Y-хромосомная гаплогруппа N1a1a1a2b-B181 и  митохондриальная гаплогруппа U4, характерные для народов Волго-Камского региона. Тип телосложения грудной, рост 166 см. Череп брахикефальный с широким лицом и выступающим носом. С высокой вероятностью прогнозируется голубой цвет глаз.